# Peter Bastiansen
Pour les articles homonymes, voir Bastiansen.
Peter Bastiansen, né le 3 mai 1962 à Copenhague, est un ancien joueur de tennis professionnel danois.

## Carrière
Son principal fait d'armes sur le circuit ATP est une victoire sur Brian Teacher (25e mondial) à Forest Hills en 1983. L'année suivante, issu des qualifications, il a atteint les quarts de finale du tournoi de Palerme. Il est également double demi-finaliste en double du tournoi de Genève.
Il a remporté 4 tournoi Challenger : deux en simple (Tampere et Thessalonique en 1983) et deux en double (Tampere en 1983 et Budapest en 1989).
C'est en Coupe Davis, avec l'équipe du Danemark qu'il s'est le plus souvent distingué. En 1983, il a joué et perdu trois matchs dans le groupe mondial contre la Nouvelle-Zélande, puis a contribué au maintien de son équipe en éliminant facilement l'Indonésie. L'année suivante, il perd cependant trois autres matchs contre les tchécoslovaques. Par la suite, il a participé à deux autres matchs de double dans le groupe mondial en 1986 et 1988. Il a joué pendant huit ans dans l'équipe au côté de Michael Mortensen et totalise 28 victoires pour 17 défaites. Il a également battu Michiel Schapers, Balasz Tarocsy et Francisco González.

## Parcours en Grand Chelem

### En simple
N'a jamais participé à un tableau final

### En double
| Année | Open d'Australie | Open d'Australie | Internationaux de France  | Internationaux de France | Wimbledon | Wimbledon | US Open | US Open |
| ----- | ---------------- | ---------------- | ------------------------- | ------------------------ | --------- | --------- | ------- | ------- |
| 1987  | —                | —                | 1er tour (1/32) M. Tauson | M. Bahrami D. Pérez      | —         | —         | —       | —       |

N.B. : le nom du ou de la partenaire se trouve sous le résultat ; le nom des ultimes adversaires se trouve à droite.